# Open Sud de France 2014
Open Sud de France 2014 byl tenisový turnaj pořádaný jako součást mužského okruhu ATP World Tour, který se hrál v montpellierské aréně na krytých dvorcích s tvrdým povrchem. Konal se mezi 3. a 9. únorem 2014 ve francouzském Montpellieru jako 27. ročník turnaje.
Turnaj s rozpočtem 485 760 eur patřil do kategorie ATP World Tour 250. Nejvýše nasazený ve dvouhře byl devátý hráč světa Richard Gasquet z Francie, jenž jako obhájce titulu ve finále nestačil na krajana Gaëla Monfilse.

## Mužská dvouhra

### Nasazení
| Stát    | Hráč                   | ATP1) | Nasazení |
| ------- | ---------------------- | ----- | -------- |
| Francie | Richard Gasquet        | 9.    | 1.       |
| Francie | Gilles Simon           | 20.   | 2.       |
| Polsko  | Jerzy Janowicz         | 21.   | 3.       |
| Rusko   | Dmitrij Tursunov       | 28.   | 4.       |
| Francie | Gaël Monfils           | 30.   | 5.       |
| Finsko  | Jarkko Nieminen        | 36.   | 6.       |
| Francie | Édouard Roger-Vasselin | 38.   | 7.       |
| Francie | Julien Benneteau       | 39.   | 8.       |

- 1) Žebříček ATP k 27. lednu 2014.

### Jiné formy účasti
Následující hráči obdrželi divokou kartu do hlavní soutěže:
- Pierre-Hugues Herbert
- Paul-Henri Mathieu
- Gilles Simon

Následující hráči postoupili z kvalifikace:
- Andrés Artuñedo Martínavarr
- Marc Gicquel
- Marsel İlhan
- Albano Olivetti
  -  Vincent Millot – jako šťastný poražený

### Odhlášení
před zahájením turnaje
- Roberto Bautista-Agut
- Benoît Paire
- Stanislas Wawrinka

### Skrečování
- Nicolas Mahut
- Olexandr Nedovjesov

## Mužská čtyřhra

### Nasazení
| Stát               | Hráč           | Stát               | Hráč            | ATP1) | Nasazení |
| ------------------ | -------------- | ------------------ | --------------- | ----- | -------- |
| Německo            | Andre Begemann | Německo            | Martin Emmrich  | 89.   | 1.       |
| Austrálie          | Rameez Junaid  | Pákistán           | Ajsám Kúreší    | 105.  | 2.       |
| Austrálie          | Paul Hanley    | Spojené království | Jonathan Marray | 124.  | 3.       |
| Spojené království | Ken Skupski    | Spojené království | Neal Skupski    | 143.  | 4.       |

- 1) Žebříček ATP k 27. lednu 2014; číslo je součtem umístění obou členů páru.

### Jiné formy účasti
Následující páry obdržely divokou kartu do hlavní soutěže:
- Dorian Descloix /  Gaël Monfils
- Guillaume Rufin /  Gilles Simon

### Odhlášení
před zahájením turnaje
- Gaël Monfils

## Přehled finále

### Mužská dvouhra
- Gaël Monfils vs.  Richard Gasquet, 6–4, 6–4

### Mužská čtyřhra
- Nikolaj Davyděnko /  Denis Istomin vs.  Marc Gicquel /  Nicolas Mahut, 6–4, 1–6, [10–7]